# Sisimiut
Sisimiut (dinamarquês: Holsteinsborg) é uma cidade no centro-oeste da Groenlândia, localizada a 40 km a norte do Círculo Polar Ártico, e situada na costa do Estreito de Davis, cerca de 320 km (200 milhas) ao norte de Nuuk.
                                                                                                                               É o centro administrativo do município de Qeqqata e a segunda maior cidade da Groenlândia, com uma população de 5 582 pessoas em 2024.

## Etimologia
Sisimiut é um nome gronelandês, significando “residentes nas tocas de raposa“ (folk ved rævehulerne).

## História
O local onde encontra-se a cidade de hoje começou a ser habitado a 4.500 anos atrás. Os primeiros habitantes foram os povos Inuit da cultura Saqqaq, cultura Dorset, e depois o povo Thule, cujos descendentes formam a maioria da população atual.

Artefatos de antigos assentamentos pode ser encontrado em toda a região, favorecidos no passado por sua fauna abundantes, particularmente os mamíferos marinhos, que forneceram subsistência para estes antigos povos caçadores.
                                                                                 
A colónia dinamarquesa de Holsteinsborg foi fundada em 1756 na ilha de Ukiivik e transladada em 1764 para a sua atual posição.

A população moderna de Sisimiut é uma mistura dos povos inuit e dinamarqueses, que primeiro se instalaram na região na década de 1720, sob a liderança do missionário dinamarquês, Hans Egede.

## Geografia
Hoje, Sisimiut é o maior centro de negócios ao norte da capital Nuuk e é uma das cidades de mais rápido crescimento na Groenlândia.                                                                                    
Arquitetonicamente, Sisimiut é uma mistura de casas tradicionais, unifamiliares e habitações colectivas, com blocos de apartamentos criados em 1960 durante um período de expansão das cidades da Groenlândia.                                                                                                               Sisimiut ainda está em expansão na área ao norte do porto, às margens da baía Kangerluarsunnguaq, reservada para um subúrbio com habitações modernas que serão construídos na década de 2010.               

## População
Com 5 412 habitantes (2024), Sisimiut é uma das cidades da Gronelândia com maior crescimento da população. É o único estabelecimento em Qeqqata para além de Kangerlussuaq que a população cresceu demasiado. É a capital do município Qeqqata e a segunda cidade mais populosa da Gronelândia. Em 1991 tinha 4957 habitantes, tendo 5126 habitantes em 2000 e em 2010 5460 habitantes.

## Economia
A pesca é a principal indústria em Sisimiut, embora a cidade tenha uma importante indústria centrada no bacalhau, caranguejo e camarão.                                                    A KNI e sua subsidiária Pilersuisoq, uma rede estatal de armazéns da Groenlândia, têm sua sede em Sisimiut. 

## Transporte

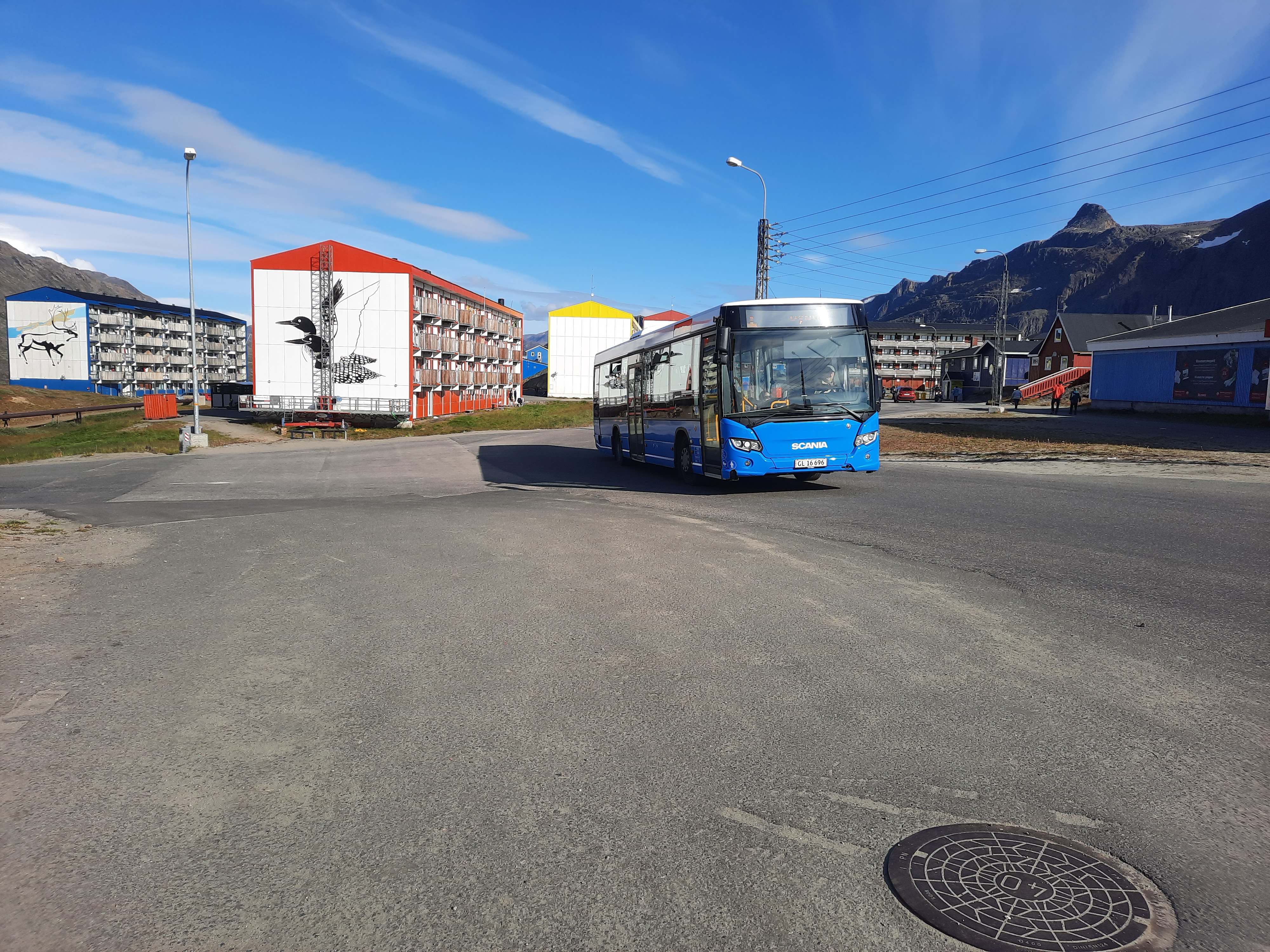
Transportes urbanos
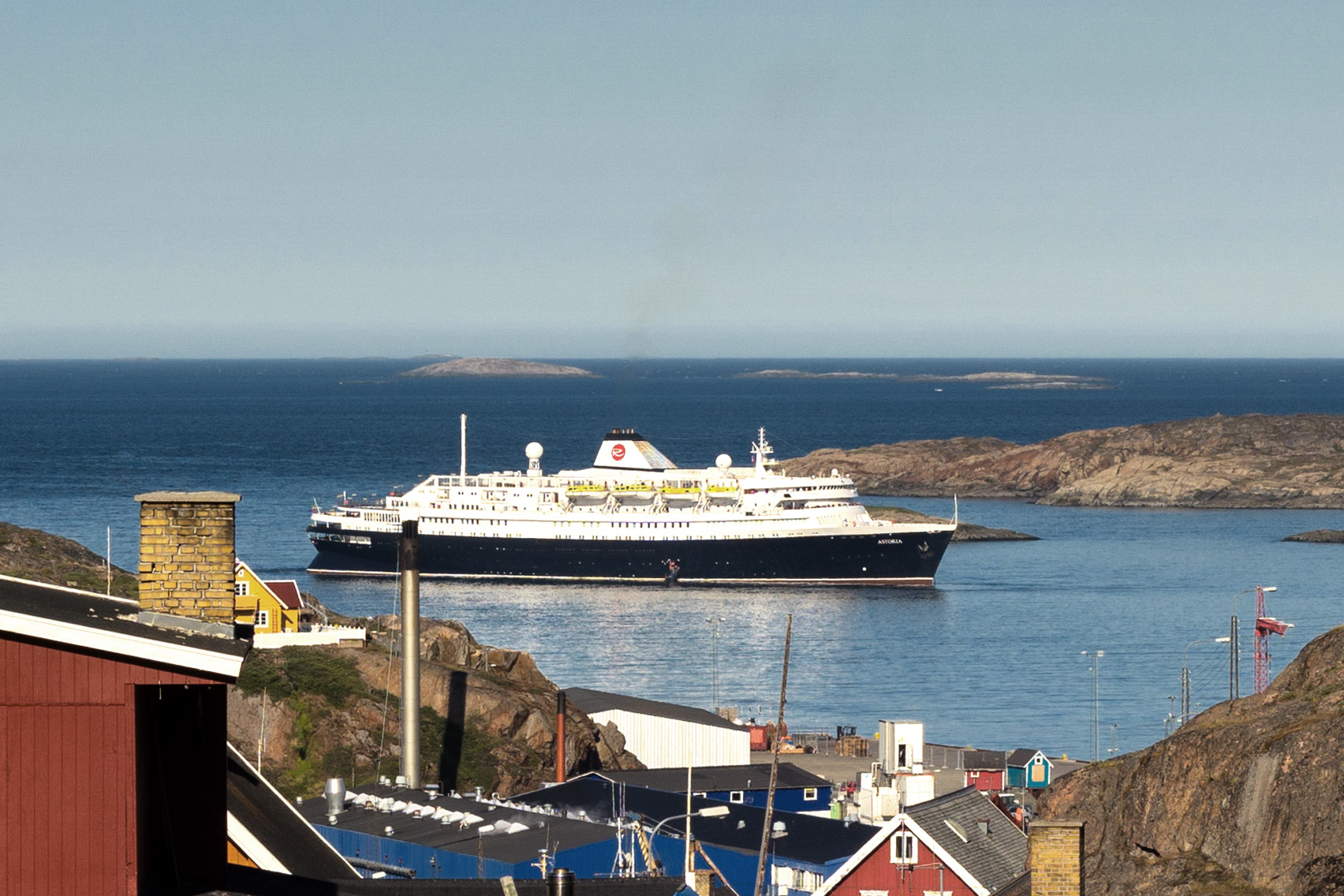
O porto
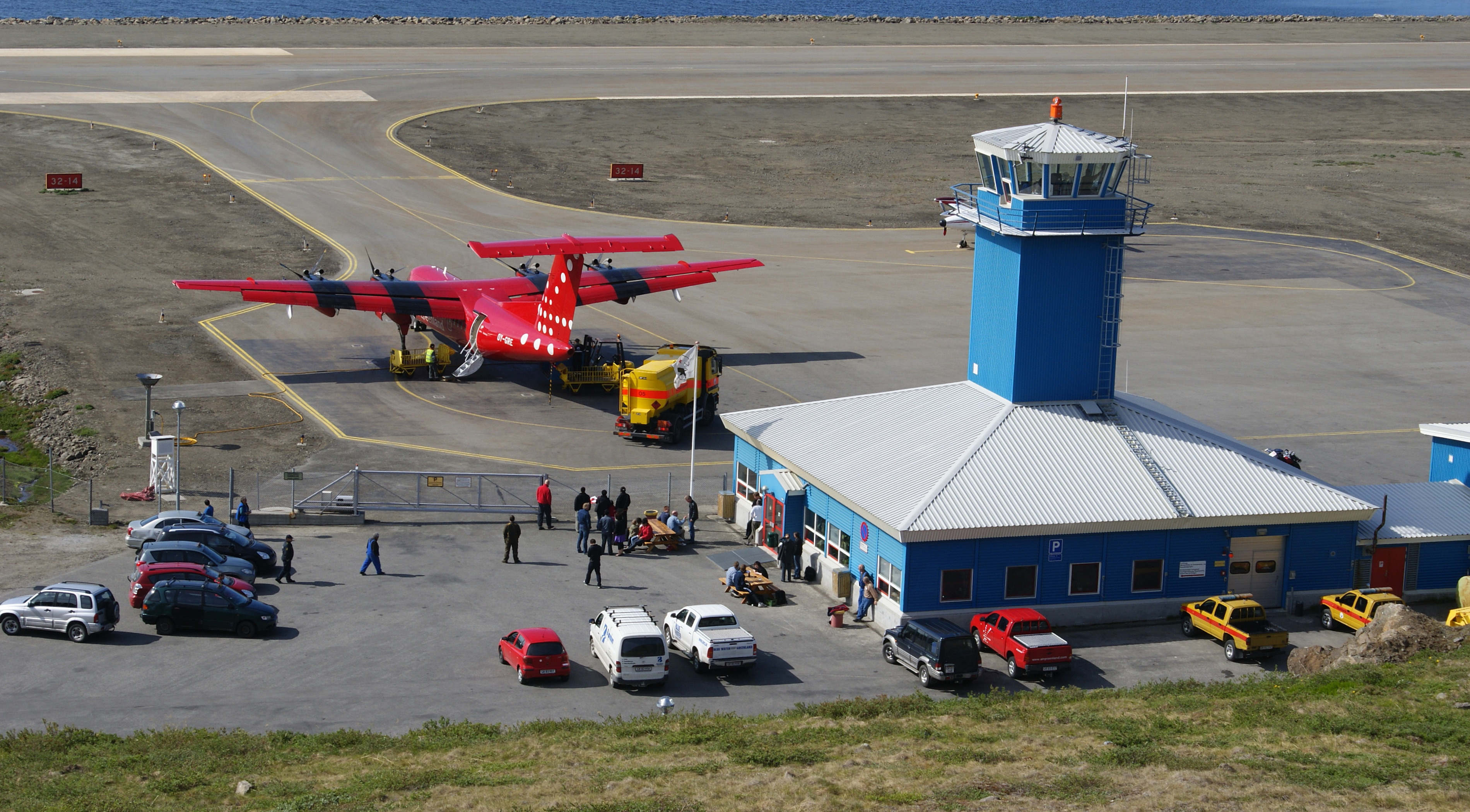
O aeroporto

A cidade tem sua própria linha de ônibus (pt: autocarros), e é o porto livre de gelo mais ao norte do país, sendo uma base de transporte para oeste e noroeste da Groenlândia.

O aeroporto de Sisimiut é servido pela Air Greenland, oferecendo conexões para outras cidades na costa oeste da Gronelândia.                                             A partir do grande aeroporto de Kangerlussuaq – localizado a 130 km a leste de Sisimiut – existem ligações aéreas para a Islândia e a Dinamarca.

A cidade dispõe do porto de Sisimiut, servido pelas companhias de navegação Arctic Umiaq Line (passageiros) e Royal Arctic (mercadorias e alimentos), assim como por linhas locais patrocinadas pela Disko Line, para além de ser acessada por navios de cruzeiro.

Navios de abastecimento saem do porto comercial para pequenos assentamentos em regiões mais remotas do fiorde Uummannaq, do Arquipélago de Upernavik, e para a distante Qaanaaq no norte da Groenlândia. 

## Educação
Sisimiut possui várias escolas de ensino básico, secundário, técnico e profissional, proporcionando ensino aos moradores da cidade e dos pequenos assentamentos na região. 

- Escola Superior Knud Rasmussen (Knud Rasmussens Højskole; 1962)
- Escola Técnica Profissional Kalaallit Nunaanni Teknikimik Ilinniarfik (KTI-Sisimiut)
- Centro de Tecnologia do Ártico (ARTEK; 2001; em cooperação com a Universidade Técnica da Dinamarca)

## Cultura
O novo centro de cultura Taseralik é o segundo centro cultural a ser estabelecido na Groenlândia, depois de Katuaq em Nuuk.

- Centro Cultural Taseralik (Taseralik Kulturcenter; 2008; com cinema e sala de teatro)

## Património histórico, cultural e turístico
A cidade dispõe de um património turístico e cultural, onde pode ser destacado:

- Cidade Velha (Den gamle bydel ; antigo centro da colonização dinamarquesa)
- Museu de Sisimiut (Sisimiut Museum ; Museu de história e cultura local, instalado em vários edifícios do período colonial)
- Igreja Azul (Blå kirke ; uma das mais antigas igrejas da Gronelândia, fundada em 1773)
- Centro Cultural Taseralik (Taseralik Kulturcenter, Taseralik kulturikkut; casa da cultura de Sisimiut, oferece exposições de arte, cinema, teatro, concertos; 2008)

## Desporto
A cidade é sede do clube SAK, também conhecido como SAK Sisimiut.

Na proximidade da cidade, está a partida e chegada de um importante evento desportivo:

- Corrida do Circulo Polar Ártico (Arctic Circle Race; corrida anual de esqui de fundo numa extensão de 160 km, em março-abril; considerada a corrida mais dura do Mundo)

## Galeria

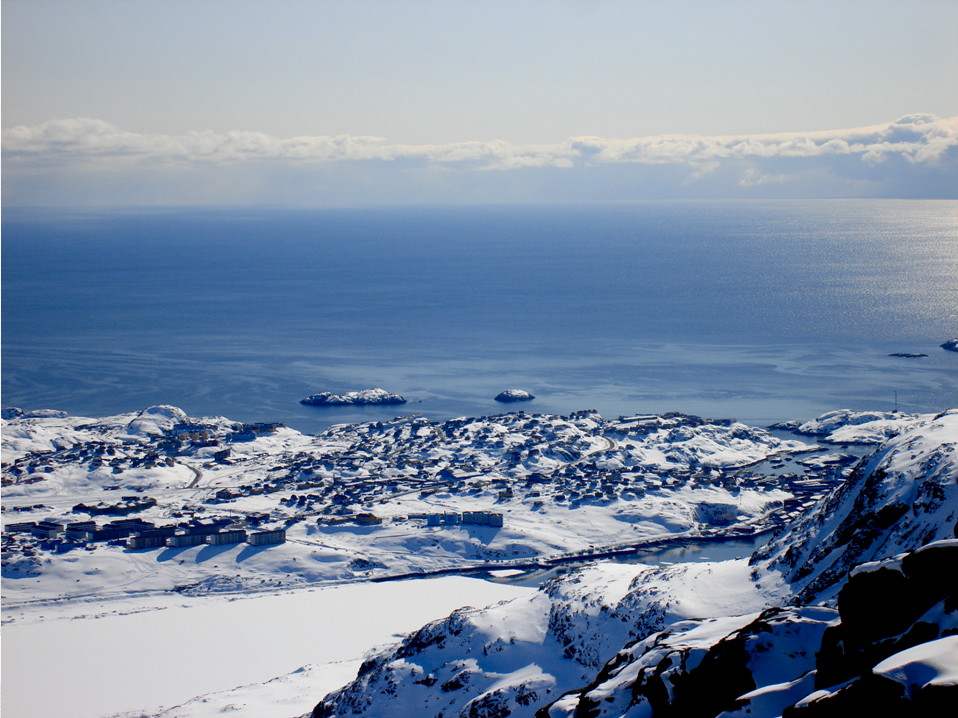
Sisimiut vista da montanha ao norte
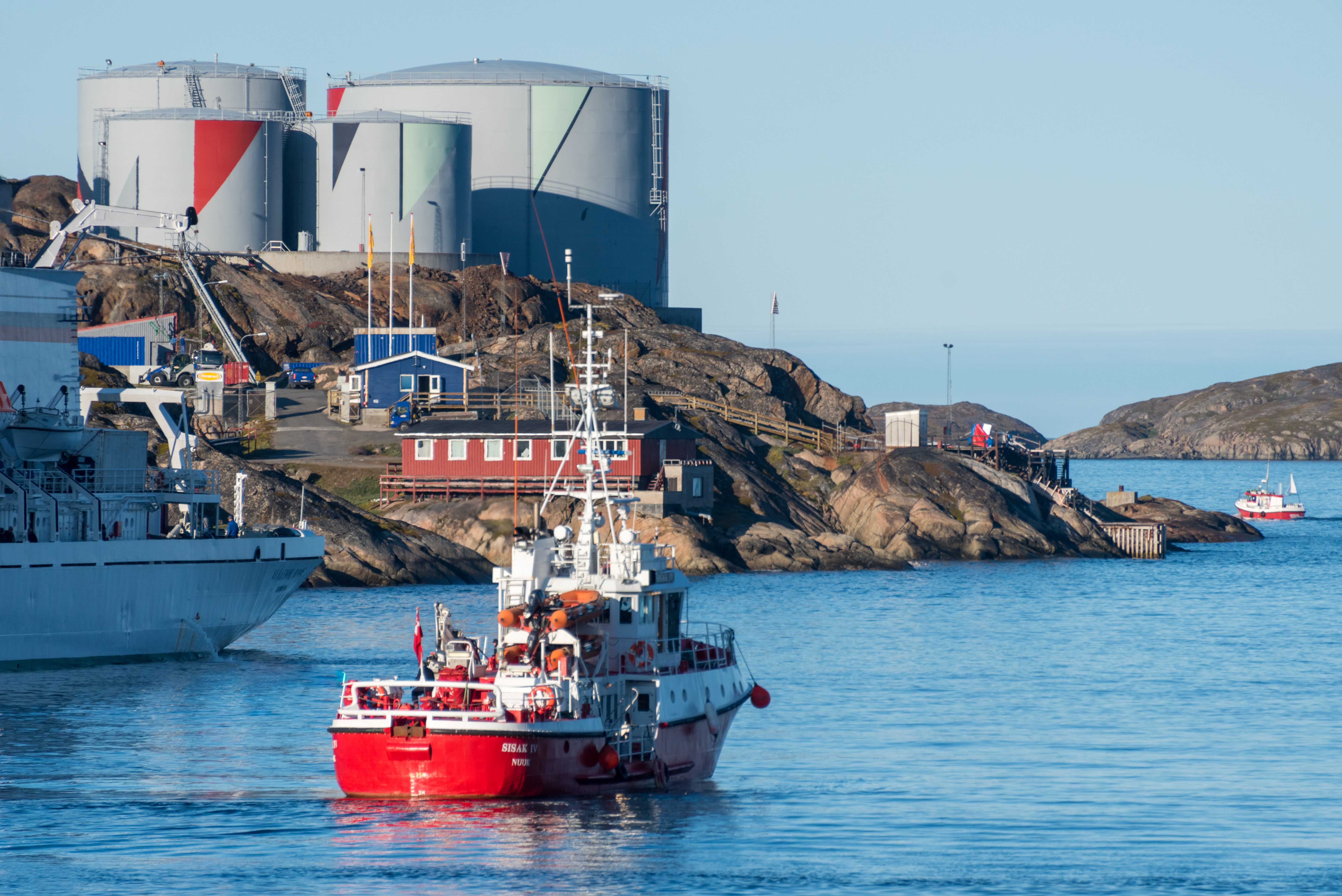
O porto
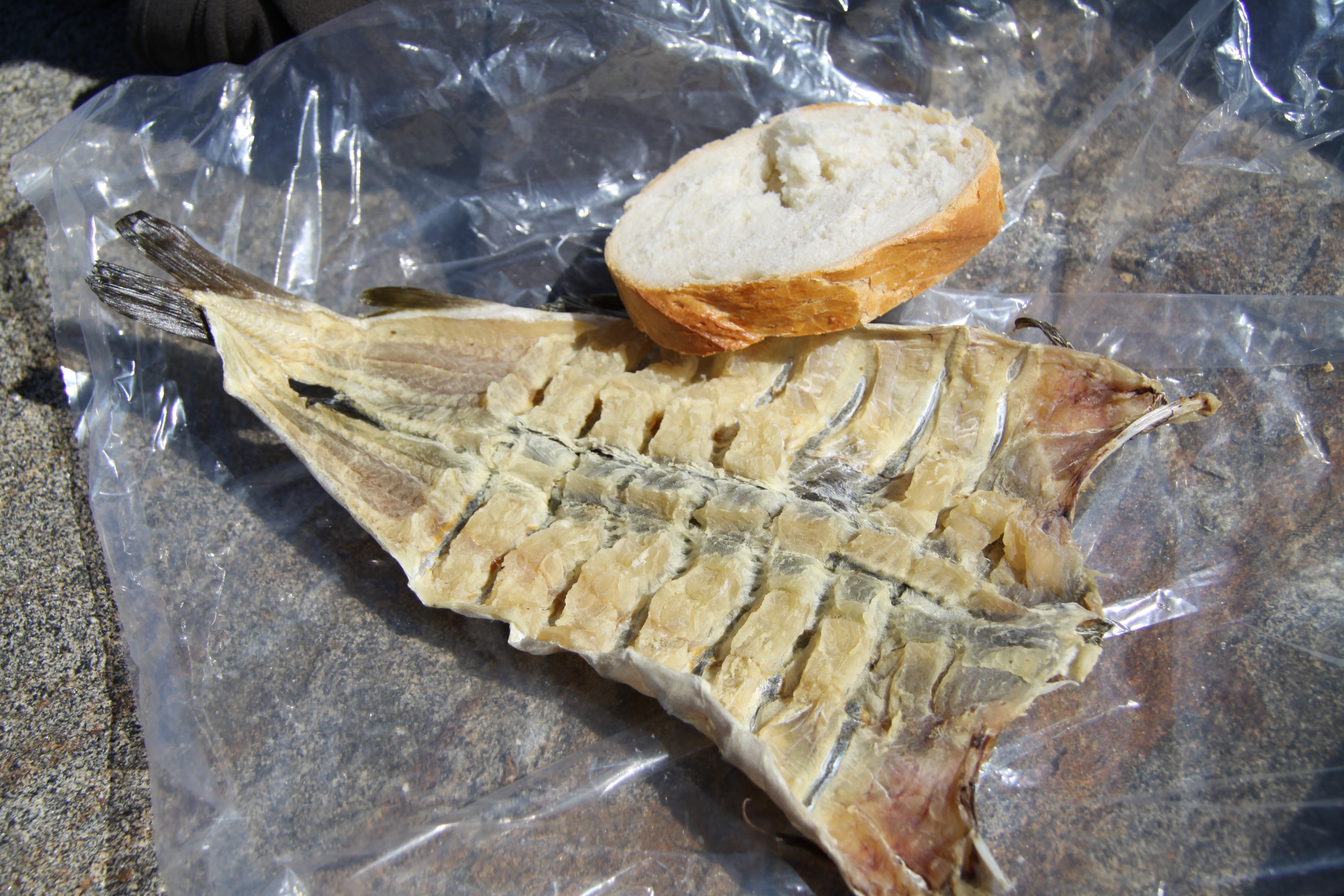
Típico peixe seco da região
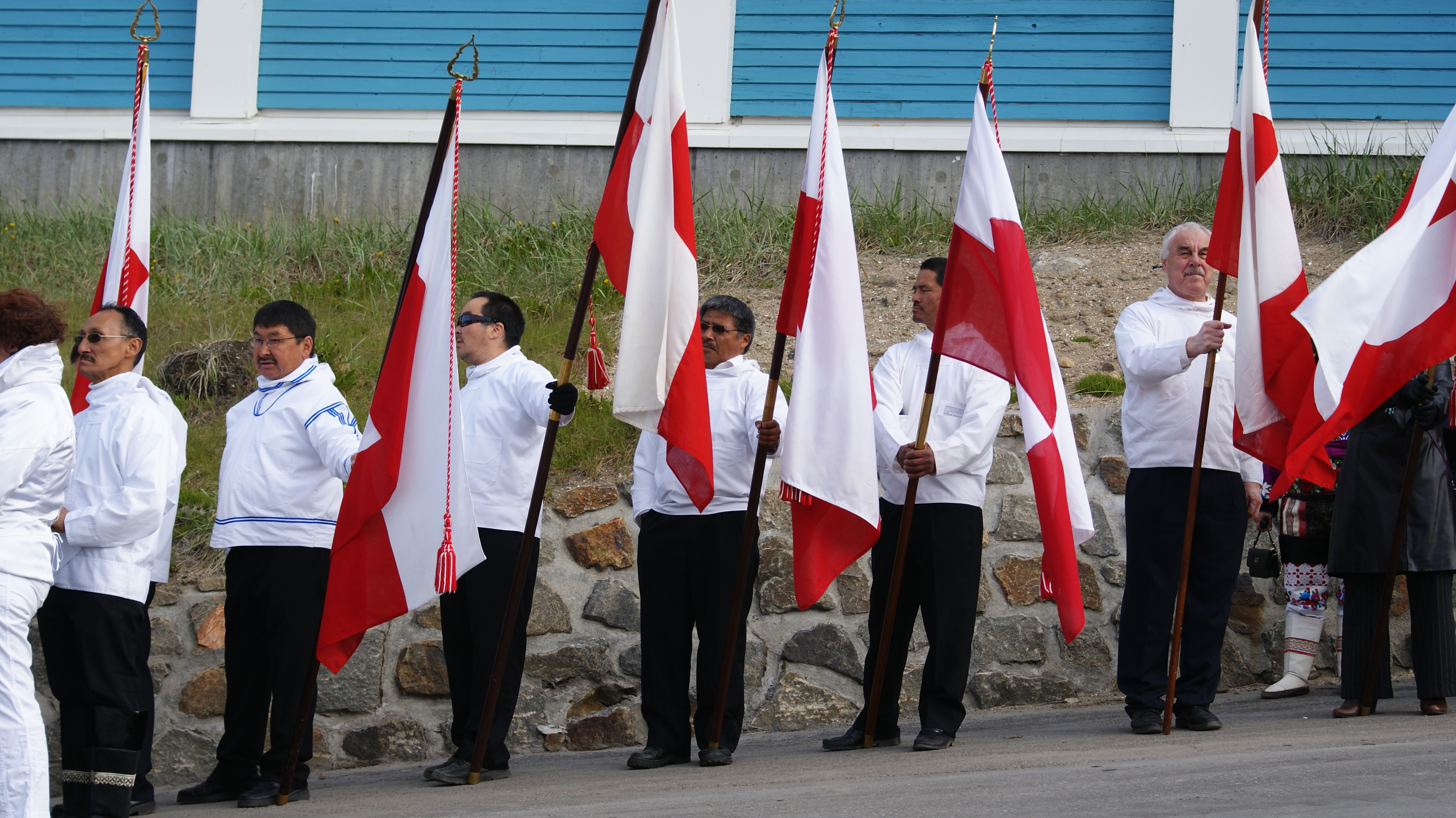
Celebração do Dia da Gronelândia
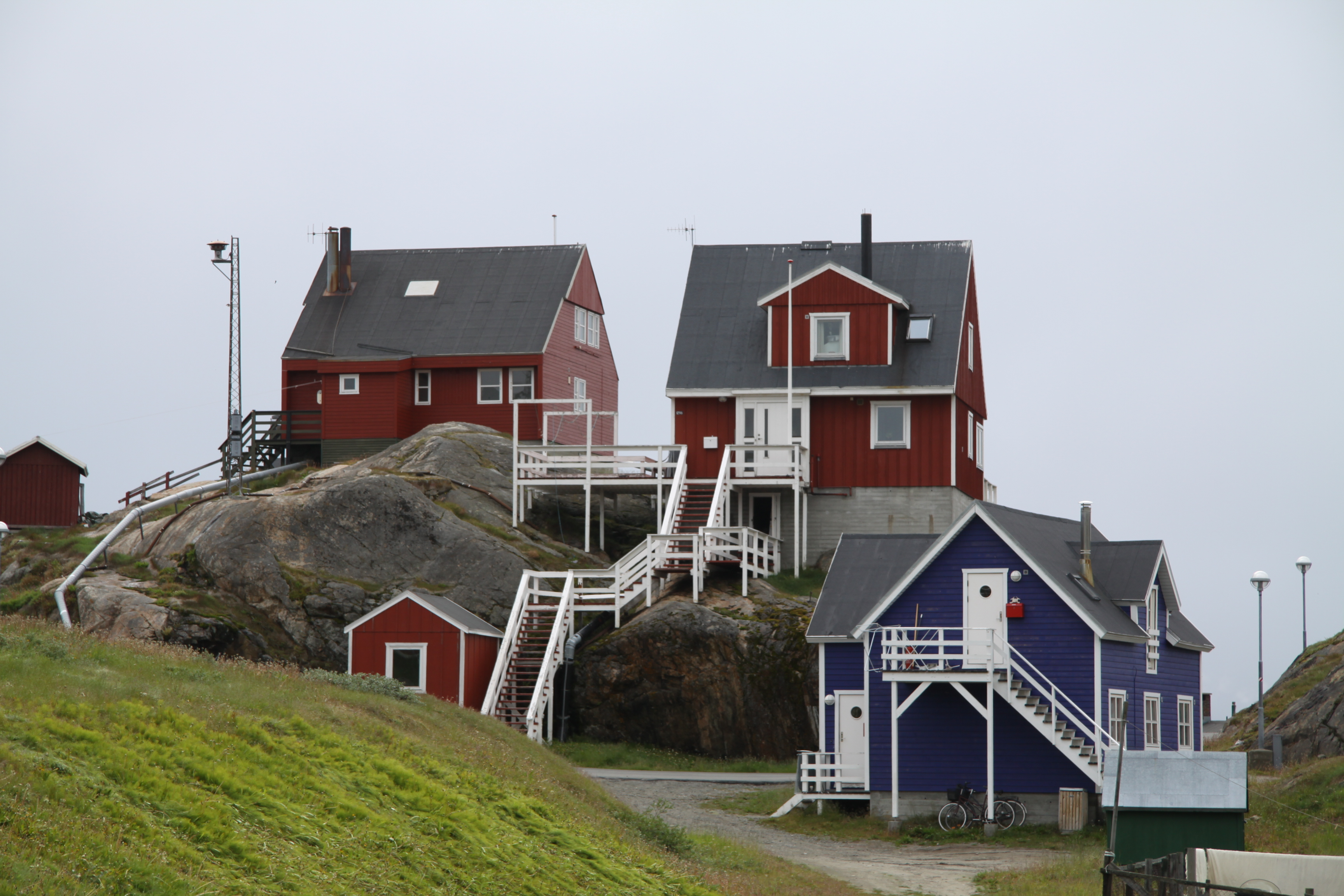
Casas de Simiut
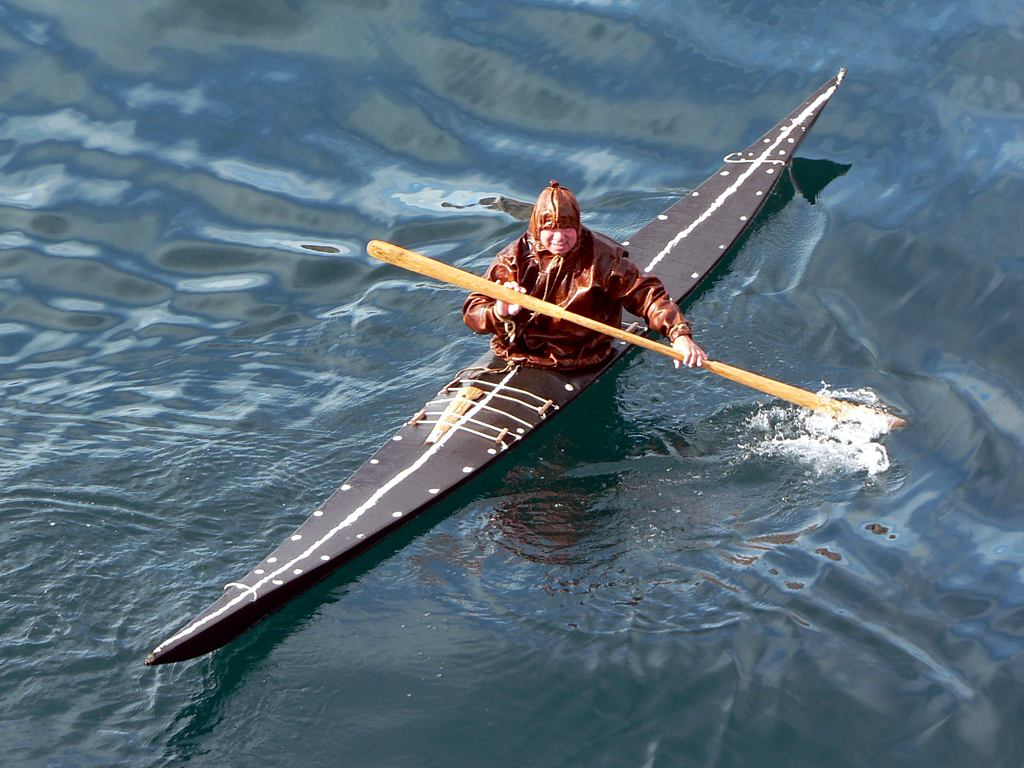
Caiaque inuíte